# 路德 (嘉慶進士)
路德（1785年—1851年），字润先，号鹭洲，陕西盩厔终南镇北堡（今周至县终南镇毓兴村）人。清朝官員。
为人资质聪颖，刻苦好学，自幼秉承严教，矢志读书。嘉庆十二年（1807年）中举，十四年（1809年）成进士，改翰林院庶吉士，散馆后改任户部湖广司主事。父喪丁憂三年，嘉庆十八年（1813年）考军机章京。公事之暇，读书作字，京师求文字考殆无虚日。
道光二年（1822年），因眼疾请假归里，静养三年，目复明，以母老不复任，决意潜心治学。历主关中乾阳、宏道、象峰、对峰各书院，教人专以自仅身心，讲求实用为主，古以不对求，不嗜利为治心立身之本。生平研经躬道，不事偏倚。死后，安葬于马召南金盆山中。一生著作有《仁在堂示集》等十一种，还有评改厘定他人著作多种。
路氏一门，从嘉庆到同治出了五位进士，其中路德与路慎庄最为著名。